# مو يو سان
مو يو سان هي عارضة وممثلة ميانمارية، ولدت في 11 يوليو 1991 في يانغون في ميانمار.